# Художественная гимнастика на летних юношеских Олимпийских играх 2018
Соревнования по художественной гимнастике на летних юношеских Олимпийских играх 2018 года пройдут 9-10 и 16 октября в парке Polideportivo Roca Буэнос-Айреса, столицы Аргентины. Будет разыгран 1 комплект наград в личном многоборье. В соревнованиях, согласно правилам, смогут принять участие спортсмены рождённые с 1 января 2003 года по 31 декабря 2003 года.

## Расписание
Время местное (UTC−3:00)
| Дата       | Время       | Раунд                                     |
| ---------- | ----------- | ----------------------------------------- |
| 9 октября  | 14:05 19:05 | Квалификация 1 волна Квалификация 2 волна |
| 10 октября | 14:03 19:03 | Квалификация 1 волна Квалификация 2 волна |
| 16 октября | 17:00       | Финал                                     |

## Медали

### Общий зачёт
| Общее количество медалей |        |        |         |        |       |
| Место                    | Страна | Золото | Серебро | Бронза | Всего |
| 1                        |        |        |         |        |       |
| 2                        |        |        |         |        |       |
| 3                        |        |        |         |        |       |

### Медалисты
| Дисциплина        | Золото                  | Серебро                      | Бронза                 |
| Личное многоборье | Дарья Трубникова Россия | Христина Пограничная Украина | Талиса Торретти Италия |

## Квалификация
Каждый Национальный олимпийский комитет (НОК) может быть представлен не более чем 1 спортсменом.
На правах страны-организатора Игр Аргентине была предоставлена 1 квота, ещё одна лицензия должна была быть определена трёхсторонней комиссией. Аргентина и трёхсторонняя комиссия отказались использовать представленные квоты, поэтому они были распределены во время континентальных квалификаций. Для участия в юношеских Олимпийских играх спортсменки должны были родиться в период с 1 января 2003 года по 31 декабря 2003 года. Также спортсмены, участвовавшие в соревнованиях FIG или мультиспортивных играх, не могут участвовать в юношеских Олимпийских играх.
| Мероприятие                          | Место        | Дата                   | Квот | НОК |
| ------------------------------------ | ------------ | ---------------------- | ---- | --- |
| Европейская квалификация             | Москва       | 15 февраля 2018        | 18   | Россия Украина Беларусь Израиль Болгария Италия Армения Финляндия Азербайджан Франция Румыния Испания Грузия Кипр Германия Норвегия Греция Эстония |
| Чемпионат Африки среди юниоров 2018  | Каир         | 26-28 апреля 2018      | 3    | Египет ЮАР Тунис |
| Чемпионат Америки среди юниоров 2018 | Медельин     | 3-5 мая 2018           | 7    | США Канада Бразилия Мексика Аргентина Колумбия Боливия                                                                                             |
| Чемпионат Азии среди юниоров 2018    | Куала-Лумпур | 29 апреля — 2 мая 2018 | 7    | Узбекистан Япония Малайзия Казахстан Китай КНДР Южная Корея                                                                                        |
| Чемпионат Океании среди юниоров 2018 | Мельбурн     | 1-2 июня 2018          | 1    | Австралия |
| Всего                                |              |                        |      | 36 |